# Ацидогастрометр

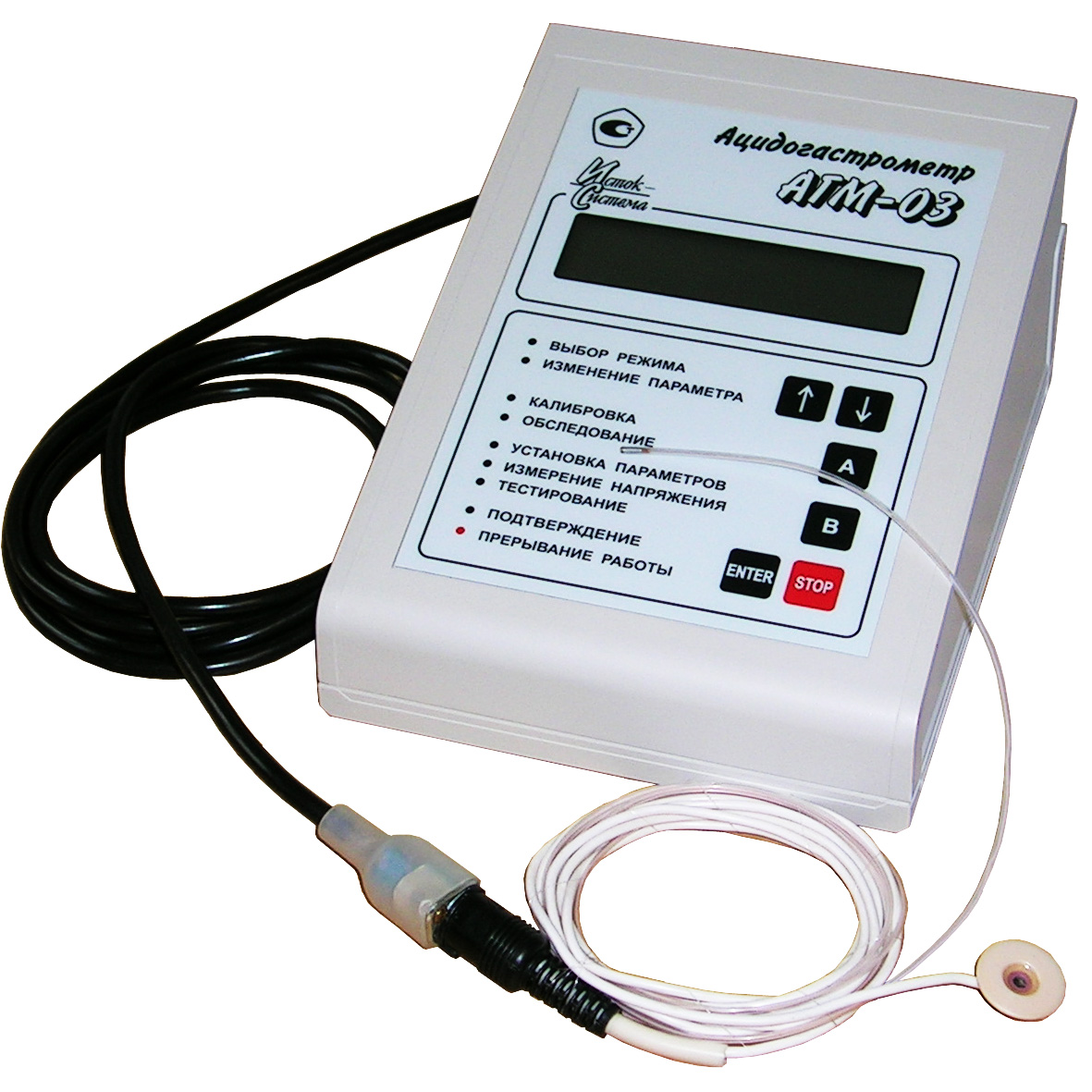
Стаціонарний ацидогастрометр «АГМ-03» для внутрішньошлунковою експрес- або ендоскопічної рН-метрії.

Ацидогастрометр (від лат. acidus — кислий, грец. γαςτερ —  шлунок і грец. μετρέω — міряю) — медичний прилад для дослідження кислотоутворювальної і кислотонейтралізуючої функцій шлунково-кишкового тракту. Основи компоненти: реєструючий блок і один або кілька рН-зондів. рН-зонд вводиться в порожній орган, в якому виконується вимірювання кислотності.
Ацидогастрометри призначені для дослідження кислотності в стравоході, шлунку і дванадцятипалої кишці. Медична процедура, яка виконується у цих органах за допомогою ацидогастрометрів, називається внутрішньошлункової рН-метрії.
Крім того, ацидогастрометри використовуються у дослідницьких цілях при визначенні кислотності в порожнині рота, прямій і товстій кишці та вагіні.
Ацидогастрометр вимірює кислотність відразу в декількох точках шлунково-кишкового тракту, число яких варіюється від 1 до 5 залежно від конструкції і призначення ацидогастрометра, а також від типу використовуваного рН-зонда.

## Типи ацидогастрометров
Залежно від конструкції розрізняють ацидогастрометри стаціонарні і переносні (останні часто називають ацидогастромоніторамі), одномісні та багатомісні, оснащені комп'ютером чи ні, що виконують тільки рН-метрію або крім неї дослідження ще інших параметрів.
Із сучасних українських ацидогастрометров найбільш відомі розроблені у Вінницькому національному медичному університеті ім. М. І. Пирогова ацідогастрограф «АГ-1рН-М», з американських — прилади фірми Медтронік (англ. Medtronic), з російських — одномісний ацидогастрометр «АГМ-03», багатомісний комп'ютерний ацидогастрометр «Гастроскан-5М» і ацидогастромонітор «Гастроскан-24» російського підприємства «Істок-Система».